# São João Nepomuceno
São João Nepomuceno is een gemeente in de Braziliaanse deelstaat Minas Gerais. De gemeente telt 26.160 inwoners (schatting 2009).

## Aangrenzende gemeenten
De gemeente grenst aan Argirita, Bicas, Chácara, Descoberto, Goianá, Leopoldina, Maripá de Minas, Rio Novo en Rochedo de Minas.

## Geboren in São João Nepomuceno
- Heleno de Freitas (1920-1959), voetballer